# Lucas Pirard
Lucas Pirard, né le 10 mars 1995 à Sprimont en Belgique, est un footballeur belge qui joue au poste de gardien de but au Standard de Liège.

## Biographie

### En équipe nationale
Lucas Pirard est sélectionné dans quasiment toutes les équipes nationales de jeunes, des moins de 15 ans jusqu'aux espoirs.
Avec les moins de 17 ans, il participe au championnat d'Europe des moins de 17 ans en 2012. Lors de cette compétition, il joue trois matchs : contre la Pologne, les Pays-Bas, et la Slovénie.

## Statistiques
| Saison                | Club                  | Championnat           | Championnat | Championnat | Coupe(s) nationale(s) | Coupe(s) nationale(s) | Compétition(s) continentale(s) | Compétition(s) continentale(s) | Compétition(s) continentale(s) | Total | Total |
| Saison                | Club                  | Division              | M.          | B.          | M.                    | B.                    | Comp.                          | M.                             | B.                             | M.    | B.    |
| 2014-2015             | Standard de Liège     | Division 1            | 0           | 0           | 0                     | 0                     | -                              | 0                              | 0                              | 0     | 0     |
| 2015-2016             | Standard de Liège     | Division 1            | 0           | 0           | 0                     | 0                     | -                              | 0                              | 0                              | 0     | 0     |
| Sous-total            | Sous-total            | Sous-total            | 0           | 0           | 0                     | 0                     | -                              | 0                              | 0                              | 0     | 0     |
| 2015-2016             | Lommel United (prêt)  | Division 2            | 28          | 0           | 1                     | 0                     | -                              | 0                              | 0                              | 29    | 0     |
| Sous-total            | Sous-total            | Sous-total            | 28          | 0           | 1                     | 0                     | -                              | 0                              | 0                              | 29    | 0     |
| 2016-2017             | Saint-Trond VV        | Division 1A           | 22          | 0           | 2                     | 0                     | -                              | 0                              | 0                              | 24    | 0     |
| 2017-2018             | Saint-Trond VV        | Division 1A           | 27          | 0           | 0                     | 0                     | -                              | 0                              | 0                              | 27    | 0     |
| 2018-2019             | Saint-Trond VV        | Division 1A           | 0           | 0           | 0                     | 0                     | -                              | 0                              | 0                              | 0     | 0     |
| Sous-total            | Sous-total            | Sous-total            | 49          | 0           | 2                     | 0                     | -                              | 0                              | 0                              | 51    | 0     |
| Total sur la carrière | Total sur la carrière | Total sur la carrière | 77          | 0           | 3                     | 0                     | -                              | 0                              | 0                              | 80    | 0     |